# Département de Łomża
Le département de Łomża, en polonais Departament Łomzyński, était un département du duché de Varsovie de 1807 à 1815.
Son chef-lieu était Łomża, et il était divisé en dix districts (arrondissements).
Avant juillet 1807, ce territoire appartenait à la province prussienne de Nouvelle-Prusse-Orientale. Par le traité de Tilsit, la Russie obtint les districts de Białystok, Bielsk, Sokółka et Drohick, en échange de son consentement à la création du duché de Varsovie. En conséquence, le chef-lieu passa à Łomża qui donna son nom au nouveau département créé.
À la suite de la création du royaume du Congrès, la plus grande partie de son territoire devint en 1815 la voïvodie d'Augustów. En 1867, il fut reconstitué en gouvernement de Łomża.